# Pádraig Flynn
Pádraig Flynn (irl. Pádraig Ó Floinn; ur. 9 maja 1939 w Castlebar) – irlandzki polityk i nauczyciel, minister, Teachta Dála, członek Komisji Europejskiej.

## Życiorys
Ukończył St Patrick’s College w Dublinie, pracował jako nauczyciel, zajmował się również prowadzeniem własnej działalności gospodarczej. Zaangażował się w działalność polityczną w ramach Fianna Fáil. W latach 1967–1987 był radnym hrabstwa Mayo, od 1975 do 1977 pełnił funkcję wiceprzewodniczącego rady hrabstwa.
W 1977 po raz pierwszy został posłem do Dáil Éireann, mandat utrzymywał w kolejnych wyborach w 1981, lutym 1982, listopadzie 1982, 1987, 1987 i 1992, zasiadając w niższej izbie irlandzkiego parlamentu do 1993. W latach 1980–1981 był ministrem stanu w departamencie transportu. Od marca 1982 do października 1982 pełnił funkcję ministra odpowiedzialnego za Gaeltacht, następnie do grudnia 1982 zajmował stanowisko ministra handlu i turystyki. Od marca 1987  do listopada 1991 sprawował urząd ministra środowiska. Od lutego 1992 do stycznia 1993 był ministrem sprawiedliwości, a od listopada 1992 równocześnie ministrem przemysłu i handlu.
W 1993 został członkiem trzeciej komisji Jacques’a Delorsa, gdzie odpowiadał za zatrudnienie i sprawy społeczne, a także za kwestie imigracji, spraw wewnętrznych i sprawiedliwości. Od 1995 do 1999 był członkiem komisji Jacques’a Santera jako komisarz ds. zatrudnienia i spraw społecznych. Zasiadał później w komitecie honorowym think tanku Institute of International and European Affairs.
Pádraig Flynn był jedną z osób opisanych w 2012 w raporcie sporządzonym przez Mahon Tribunal, organ śledczy powołany przez parlament do zbadania przypadków korupcji politycznej. Ujawniono, że pod koniec lat 80. przyjął od jednego z deweloperów kwotę 50 tys. funtów irlandzkich, które miały być donacją na partię, a które przeznaczył na cele prywatne. Po opublikowaniu sprawozdania polityk zrezygnował z członkostwa w Fianna Fáil, uprzedzając swoje wykluczenie z tego ugrupowania.